# Armata Siriană Liberă
Armata Siriană Liberă (în arabă الجيش السوري الحر, translit. al-Jaysh as-Sūrī al-Ḥurr; abreviat ASL) este o grupare de opoziție din Siria fondată în timpul Războiului Civil Sirian, pe 29 iulie 2011, de ofițeri ai forțelor armate siriene care au declarat că scopul lor este să doboare guvernarea lui Bashar al-Assad.
Spre sfârșitul anului 2011, ASL era considerată principala grupare siriană alcătuită din dezertori din armată. Inițial, Armata Siriană Liberă a repurtat succese împotriva unor forțe pro-guvernamentale mult mai bine înarmate. Începând din 2012 însă, indisciplina, luptele interne și lipsa finanțării din partea statelor occidentale au slăbit ASL, în timp ce grupările islamiste au devenit dominante în cadrul opoziției armate.
Armata Siriană Liberă intenționează să devină „aripa militară a opoziției poporului sirian împotriva regimului” și are drept țel doborârea guvernului pe cale militară, încurajând dezertările din armată și executând operațiuni armate. Deoarece armata guvernamentală siriană este foarte bine organizată și înarmată, Armata Siriană Liberă a adoptat tactici de gherilă în zonele rurale și în orașe. Strategia militară a ASL se bazează pe o campanie de gherilă dispersată pe tot teritoriul țării, cu o concentrare tactică pe acțiunile armate în capitala Damasc. Campania nu este menită neapărat să ducă la câștigarea de teritorii, ci mai degrabă să împrăștie forțele guvernamentale în multiple bătălii din centrele urbane, să suprasolicite lanțurile lor logistice, să conducă la uzura forțelor de securitate, să le demoralizeze și să destabilizeze Damascul, centrul guvernării.
Organizație formală la momentul fondării sale, structura Armatei Siriene Libere Libere s-a disipat spre sfârșitul anului 2012, iar identitatea ASL a început de atunci să fie folosită în mod arbitrar de diverse facțiuni și grupuri ale opoziției.
După intervenția militară turcă în Siria din 2016, în nordul țării a fost înființată o grupare sprijinită de Turcia și alcătuită din arabi și turkmeni, purtând numele de „Armata Siriană Liberă” și beneficiind de suport aerian turcesc și britanic. Unii analiști au declarat că gruparea cooperează strâns cu trupele turce din Siria.

## Embleme și drapele

Emblema ASL care încorpora stema Siriei; folosită între iulie și noiembrie 2011.
Drapelul Siriei, folosit de ASL până în noiembrie 2011
Drapelul independenței Siriei, folosit de ASL din noiembrie 2011